# El rey y el dios
El rey y el dios (en idioma protoindoeuropeo: Rēḱs deiwos-kʷe) es el título de un diálogo corto compuesto en el lenguaje protoindoeuropeo.
Está basado en el episodio del rey Jarischandra, del Aitareya-bráhmana (7.14 a 33.2).

## «El rey y el dios» en el sánscrito original
Sánscrito:
Athainam uvāca:
Entonces a él le dijo:
varuṇaṃ rājānam upadhāva, putro me jāyatāṃ, tena tvā yajā iti tatheti.
«Varuna rey recurre: “Hijo a mí suceda, con él haré sacrificio a ti.
sa varuṇaṃ rājānam upasasāra: putro me jāyatāṃ, tena tvā yajā iti. tatheti.
Ese Varuna rey recurre al: “Hijo a mí suceda; con él haré sacrificio a ti.
tasya ha putro jajñe, rohito nāma.
De él ciertamente hijo hubo, y Rójita lo nombró.
Traducción al español:
Entonces le dijo a él: Recurre a Varuna, el rey, y dile: «Que yo pueda tener un hijo, con él yo te haré sacrificio». «Que así sea» (replicó él). Él fue con Varuna, el rey (diciendo): «Que yo pueda tener un hijo, con él yo te haré sacrificio». «Que así sea» (replicó él). A él le nació un hijo, de nombre Rójita.
Traducción al inglés:
Then he said to him: Have recourse to Varuna, the king (saying): "Let a son be born to me; with him let me sacrifice to thee" "Be it so" (he replied). He went up to Varuna, the king (saying) "Let a son be born to me; with him let me sacrifice to thee." "Be it so" (he replied) To him a son was born, Rohita by name.

## «El rey y el dios» reconstruido en idioma indoeuropeo
S. K. Sen les pidió a varios indoeuropeístas (Y. E. Arbeitman, Eric P. Hamp, Manfred Mayrhofer, Jaan Puhvel y W. Winter) que reconstruyeran el «padre» protoindoeuropeo del texto.
La versión de Hamp/Sen en la Enciclopedia del indoeuropeo (1997, p. 503), que difiere de la versión original de Hamp en que reemplazó el dios Lughus de Hamp con el Werunos de Sen:
To rḗḱs éh1est. So n̥putlos éh1est. So rēḱs súhnum éwel(e)t. Só tós(j)o ǵʰeutérm̥ (e)pr̥ḱsḱet: "Súhxnus moi ǵn̥h1jotām!" So ǵʰeutēr tom rḗǵm̥ éweukʷet: "Ihxgeswo deiwóm Wérunom". So rḗḱs deiwóm Werunom h4úpo-sesore nu deiwóm (é)ihxgeto. "ḱludʰí moi, phater Werune!" Deiwós Wérunos km̥ta diwós égʷehat. "Kʷíd welsi?" "Wélmi súxnum." "Tód h1éstu", wéukʷet loukós deiwos Werunos. Rēǵós pótniha súhnum gegonh1e.
Versión de Lehmann:
Pótis gʰe ʔest. Só-kʷe n̥gn̥ʔtós ʔest, sū́num-kʷe wl̥next. So ǵʰutérm̥ pr̥ket: "Sū́nus moi gn̥hjotām!" ǵʰutḗr nu pótim weukʷet: "Jégeswo gʰi déiwom Wérunom." úpo pro pótis-kʷe déiwom sesore déiwom-kʷe jegto. "Kludʰí moi, dejwe Werune!" Só nu km̥ta diwós gʷāt. "Kʷód wl̥nexsi?" "Wl̥néxmi sū́num." "Tód ʔestu", wéwkʷet lewkós déjwos. Pótnī gʰi sū́num gegonʔe.
Traducción al español:
Una vez hubo un rey. No tenía hijos. El rey quería un hijo. Le pidió a su sacerdote. Le preguntó a su sacerdote: «Quiero tener un hijo». El sacerdote le dijo al rey: «Rézale al dios Wérunos». El rey se acercó al dios Wérunos para pedirle. «¡Escúchame, padre Wérunos!». El dios Wérunos bajó del cielo. «¿Qué quieres?». «Quiero un hijo». «Qué así sea», dijo el brillante dios Wérunos. La esposa del rey tuvo un hijo.
Traducción al inglés:
Once there was a king. He was childless. The king wanted a son. He asked his priest: "May a son be born to me!" The priest said to the king: "Pray to the god Werunos". The king approached the god Werunos to pray now to the god. "Hear me, father Werunos!" The god Werunos came down from heaven. "What do you want?" "I want a son." "Let this be so", said the bright god Werunos. The king's lady bore a son.
Las letras de la Enciclopedia del indoeuropeo corresponden a las que se usan en el artículo «Idioma protoindoeuropeo», con ha por h2 y hx para el sonido laríngeo h indeterminado.
Lehmann intentó hacer una aproximación más fonética, con x (fricativa velar sorda) para h2 y ʔ (oclusiva glotal) para h1.

## «El rey y el dios» reconstruido en varias protolenguas
Carlos Quiles Casas ―miembro del grupo de la Universidad de Extremadura que desde 2004 desarrolló el idioma reconstruido europaio― publicó en 2008 varias versiones de este mismo texto en varias etapas previas a los idiomas griego, tocario, celta, armenio, eslavo, etc.